# Fabian Klos
Fabian Klos (Gifhorn, 2 december 1987) is een Duits voetballer die in 2011 als spits bij DSC Arminia Bielefeld speelt.

## Biografie
Klos begon zijn carrière bij de plaatselijke voetbalclub SV Meinersen. In 2005 debuteerde daar hij in de eerste ploeg, hoewel hij toen nog deel uitmaakte van de A-jeugd. De ploeg speelde toen nog in de Kreisliga, maar Klos scoorde later 45 doelpunten, waarmee hij ervoor zorgde dat de ploeg naar de Bezirksliga promoveerde. In de Bezirksliga scoorde hij 29 keer en in 2007 ging hij bij MTV Gifhorn spelen. Met die ploeg werd hij kampioen in de Niedersachsenliga Ost. Tijdens zijn tweejarig verblijf in Gifhorn scoorde hij in 58 wedstrijden 49 keer. In 2009 ging hij dan naar VfL Wolfsburg II, de tweede ploeg van VfL Wolfsburg, die toen in de Regionalliga speelde. Tussen 2009 en 2011 speelde hij daar 65 wedstrijden en maakte 22 doelpunten en werd in beide seizoenen vicekampioen met zijn club.
In 2011 wisselde Klos samen met zijn ploeggenoot Maximilian Ahlschwede naar derdeklasser DSC Arminia Bielefeld. Op 23 juli 2013 speelde hij voor de eerste keer toen hij werd gewisseld voor Johannes Rahn tijdens de match tegen VfB Stuttgart II, de tweede ploeg van VfB Stuttgart. Op het einde van het seizoen 2011/2012 werd hij tot speler van het jaar in de 3. Liga gekozen. In het seizoen 2012/2013 waren zijn 20 doelpunten een belangrijke factor voor de promotie naar de 2. Bundesliga. Met dat aantal doelpunten werd hij samen met Anton Fink topscorer in de Duitse derde klasse. In het seizoen 2013/2014 liep hij tijdens een wedstrijd tegen 1. FC Kaiserslautern een zware hersenschudding en enkele kleine breuken in de oogkas en het voorhoofd. Er werd gevreesd dat misschien nooit meer zou kunnen voetballen, maar hij herstelde zich tegen alle verwachtingen razendsnel waardoor hij eind november opnieuw op het veld stond, al moest hij nog een tijdje een gezichtsmasker dragen. 
Na de degradatie van Bielefeld uit de 2. Bundesliga in 2013/2014 werd Klos gecontacteerd door de Duitse tweedeklasser FC St. Pauli, maar uiteindelijk zou hij bij Bielefeld blijven. Tijdens het seizoen 2014/15 stuwde hij als topscorer met 23 doelpunten en zijn ploeggenoten Bielefeld nog maar eens naar de promotie. Bielefeld werd dat seizoen kampioen en Klos de onbetwiste topscorer in de 3. Liga. Dat seizoen werd hij ook opnieuw tot speler van het jaar in de derde klasse gekozen. Op 7 juli 2015 werd zijn contract tot 2019 verlengd.
In mei 2019 verlengde hij zijn contact tot medio 2021.

## Erelijst
Met Arminia Bielefeld
- Promotie naar de 2. Bundeliga in 2013 en 2015
- Winnaar van de Westfalenpokal in 2012 en 2013
- Halve finale van de DFB-Pokal 2014/15
- Kampioen in de 3. Liga in 2015

Persoonlijke onderscheidingen
- Speler van de maand januari in de 3. Liga (2011/2012)
- Speler van het jaar in de 3. Liga (2011/2012, 2014/2015)
- Topscorer in de 3. Liga: 20 doelpunten (2012/2013), 23 doelpunten (2014/2015)
- Doelpunt van de maand augustus 2014